# Fosse Saint-Laurent - Sainte-Thérèse
La fosse Saint-Laurent - Sainte-Thérèse, également orthographiée Saint Laurent - Sainte Thérèse, de la Compagnie des mines d'Aniche est un ancien charbonnage du Bassin minier du Nord-Pas-de-Calais, situé à Aniche. Peu après la découverte de la houille à Aniche le 12 septembre 1778 à la fosse Sainte-Catherine - Saint-Mathias, une nouvelle fosse constitué d'un puits d'extraction, Sainte-Thérèse, et d'un puits d'épuisement, Saint-Laurent, est mise en chantier en 1779 et opérationnelle en 1780, à quelques centaines de mètres. La fosse comporte cette particularité unique dans les mines d'Aniche : les puits sont distants de 235 mètres.
La fosse est très peu productive, il est décidé de l'abandonner en 1786, mais lorsque l'exhaure cesse au puits Saint-Laurent, les quatre puits de la Compagnie se trouvent inondés, si bien qu'elle se retrouve proche de la faillite. La fosse Sainte-Barbe - Saint-Waast est alors commencée à 620 mètres au nord-ouest du puits Sainte-Thérèse, et entre en exploitation en 1787. Jusqu'en 1802, date à laquelle la fosse Saint-Hyacinthe commence à extraire, cette fosse est la seule de la Compagnie.
Au XXIe siècle, Charbonnages de France recherche les puits pour les mettre en sécurité, et matérialise les têtes des puits. Ces derniers sont situés dans les jardins de deux habitations.

## La fosse
La fosse Sainte-Catherine - Saint-Mathias entrant en exploitation en 1778, la jeune Compagnie des mines d'Aniche décide de l'ouverture en 1779 d'une nouvelle fosse constituée de deux puits.

### Fonçage
Les deux puits sont entrepris en même temps. Les puits Saint-Laurent et Sainte-Catherine sont respectivement situés à 285 mètres au sud-est et 500 mètres à l'est-sud-est du puits Sainte-Catherine. Ils sont situés sur un axe est-ouest et espacés de 235 mètres. Le diamètre du puits Saint-Laurent est de 2,15 mètres, celui du puits Sainte-Thérèse de 2,10 mètres, ils sont plus étroits que les puits Sainte-Catherine et Saint-Mathias, leur diamètre étant de 2,60 mètres. Le cuvelage des puits est fait de briques.

### Exploitation
L'extraction commence en 1780 au puits Sainte-Thérèse, tandis que le puits Saint-Laurent ne sert qu'à l'épuisement des eaux. Une machine à feu y est installée en 1780, c'est alors la première de la Compagnie d'Aniche. Elle a été fournie par la Société Dorzé de Boussu pour le prix de 45 000 livres. Avec deux fosses en activité en 1785, la compagnie ne produit que 70 000 tonnes de houille.
La fosse est abandonnée en 1786, car le puits Sainte-Thérèse n'a presque rien produit. L'exhaure est donc arrêtée au puits Saint-Laurent, ce qui a pour conséquence d'inonder la fosse, ainsi que les puits Sainte-Catherine et Saint-Mathias. Les puits sont serrementés, Sainte-Thérèse a atteint 200 mètres avec un étage d'exploitation situé à 174 mètres, le puits Saint-Laurent, profond de 248 mètres, a des accrochages établis à 180 et 200 mètres. La compagnie est au bord de la faillite,, puisqu'elle a perdu ses deux fosses productives.
La même année, la Compagnie ouvre la fosse Sainte-Barbe - Saint-Waast 620 mètres au nord-ouest du puits Sainte-Catherine, à l'instar du puits Saint-Laurent, ces puits sont aussi situés à Aniche, le long de la route reliant cette commune à Bouchain. L'extraction reprend dans la compagnie l'année suivante, en 1787, et ce avec une seule fosse. Il faut attendre 1802 pour qu'une autre fosse, Saint-Hyacinthe, soit mise en service, la fosse Aglaé, entreprise en 1798 ayant été abandonnée l'année suivante à la suite d'une venue d'eau, en faisant une avaleresse.

### Reconversion
Au début du XXIe siècle, Charbonnages de France matérialise les têtes des puits. Le BRGM y effectue des inspections chaque année. Contrairement aux puits Sainte-Catherine et Saint-Mathias, les puits ne sont pas équipés d'exutoire de grisou. Là où les puits ont été implantés, les zones ont été urbanisées, ainsi, le puits Sainte-Thérèse est situé dans la cour de la maison sise au 41 de la rue Louis Chantreau, le puits Saint-Laurent est quant à lui sis dans le jardin du no 122 du boulevard Paul Vaillant-Couturier, près de la ligne d'Aubigny-au-Bac à Somain.

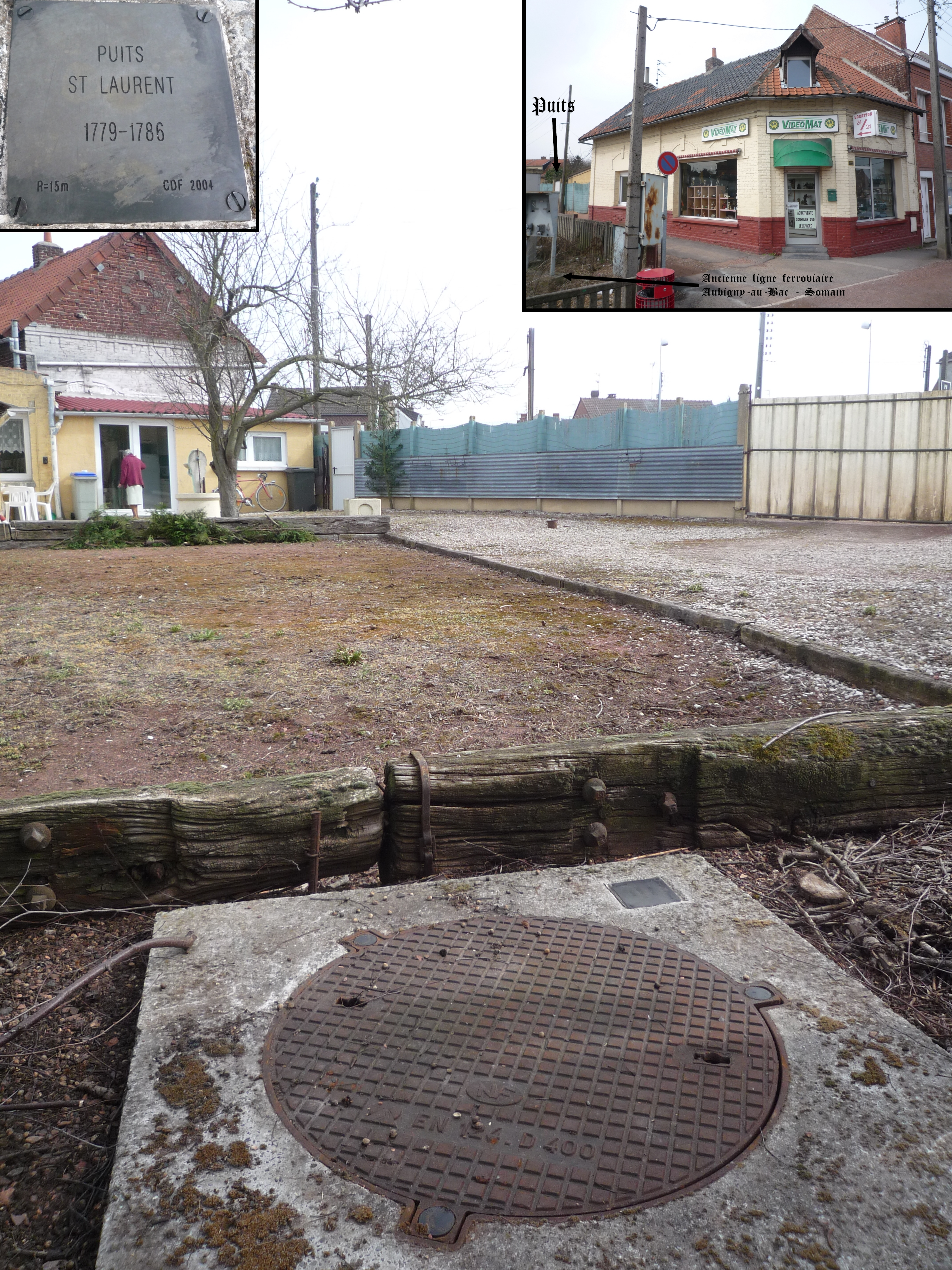
La tête de puits matérialisée Saint-Laurent.
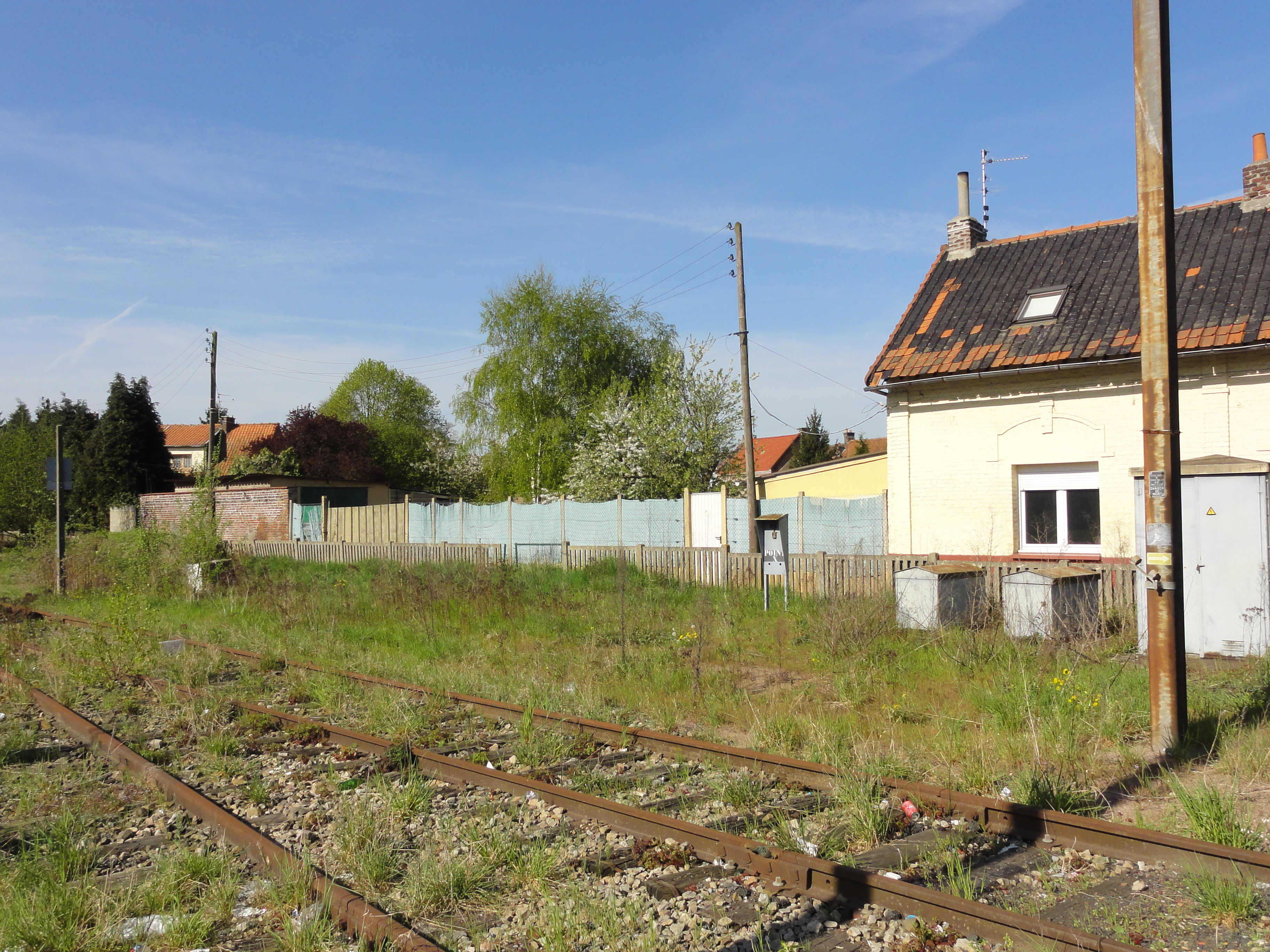
L'environnement du puits Saint-Laurent.
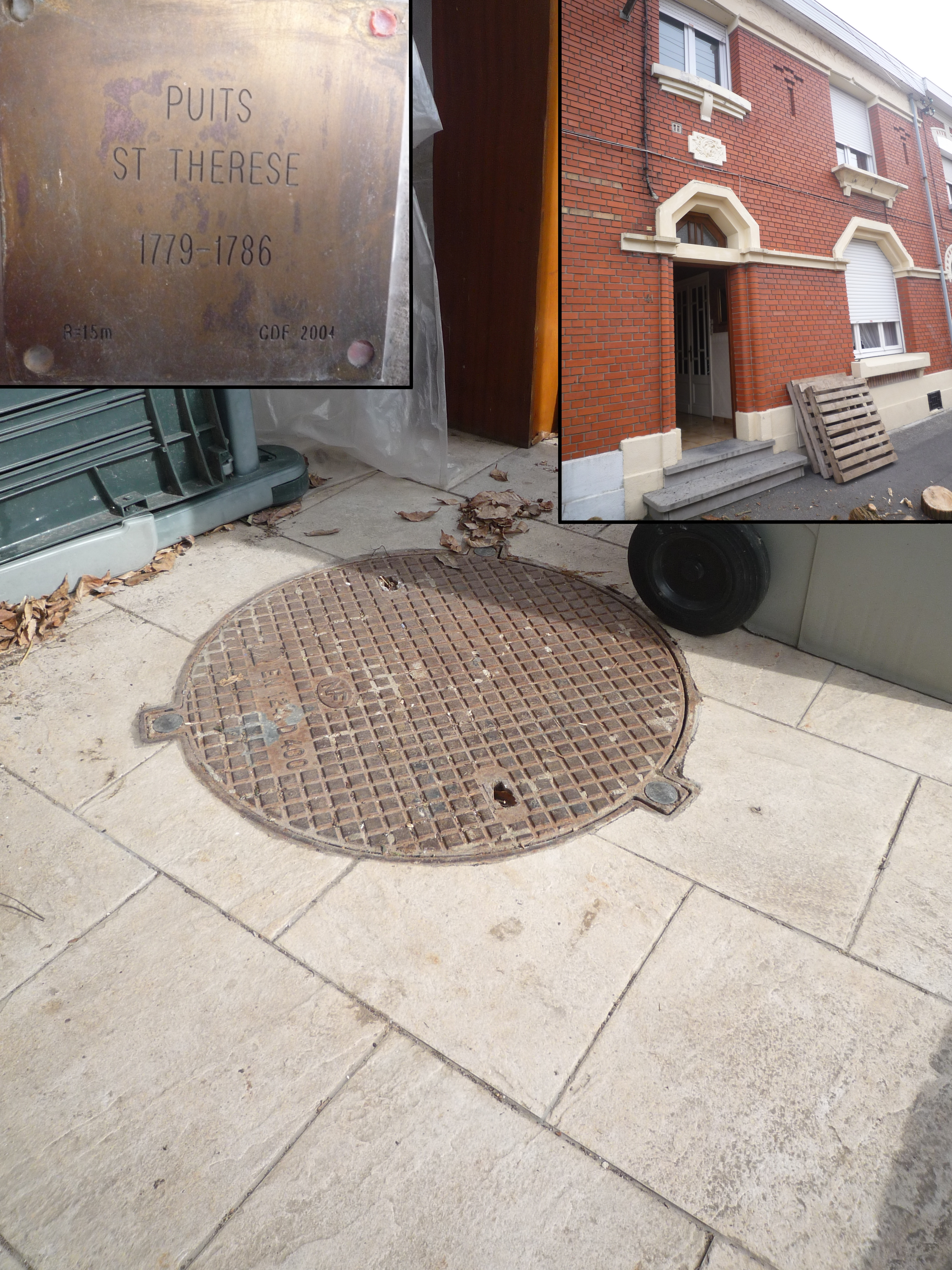
La tête de puits matérialisée Sainte-Thérèse.